# Bezzia echinata
Bezzia echinata är en tvåvingeart som beskrevs av Clastrier 1985. Bezzia echinata ingår i släktet Bezzia och familjen svidknott.
Artens utbredningsområde är Nya Kaledonien. Inga underarter finns listade i Catalogue of Life.